# 小行星9699
小行星9699（9699 Baumhauer）是一颗绕太阳运转的小行星，为主小行星带小行星。该小行星于1971年3月26日发现。

## 轨道参数
小行星9699的轨道半长轴为2.6337532 UA，离心率为0.219。